# الصندوق الأحمر (رواية)
الصندوق الأحمر هي الرواية البوليسية الرابعة لشخصية لنيرو وولف للكاتب ريكس ستاوت. نشرت لأول مرة في عام 1937 من قبل شركة فارار ورينهارت، تم نشر الرواية في خمسة أعداد من المجلة الأمريكية (ديسمبر 1936-أبريل 1937). تم اقتباسها مرتين للتلفزيون الإيطالي، وهي أول قصة لنيرو وولف يتم تكييفها على المسرح الأمريكي.

## مقدمة القصة
يحقق وولف وأرتشي في وفاة عارضة أزياء أكلت قطعة من الحلوى المسمومة. يتوسل أحد المشتبه بهم إلى وولف للتعامل مع ممتلكاته وخاصة محتويات صندوق أحمر معين. يشعر وولف بالقلق في البداية بشأن احتمال تضارب المصالح، لكنه يشعر بأنه غير قادر على الرفض عندما يموت الرجل في مكتبه قبل أن يخبر وولف بمكان العثور على الصندوق الأحمر. من الطبيعي أن تعتقد الشرطة أنه أخبر وولف بالمزيد قبل أن يموت.
تقدم هذه الرواية أول حالة في المسلسل لجريمة قتل تحدث في مكتب وولف.

## ملخص القصة
ماتت مولي لاوك، عارضة الأزياء الجميلة، بعد تناول لوز جوردان مسموم، وقد استأجرت الشخصية الاجتماعية الغنية لويلين فروست نيرو وولف للتحقيق في القضية. ومع ذلك، فإن هدفه الحقيقي هو ضمان تحرير ابنة عمه هيلين من وظيفة بويدن ماكنير، صاحب متجر الأزياء الذي توفي فيه لاوك. يضغط على وولف لمغادرة منزله والتحقيق في مسرح الجريمة مباشرة، وينتج رسالة موقعة من مديري متروبوليتان أوركيد شو يحثه على القيام بذلك. على الرغم من تردده الشديد، إلا أن وولف رضخ في النهاية وسافر إلى المتجر مع فروست وأرتشي جودوين.
أجرى وولف وأرتشي مقابلة مع ماكنير، الذي كان مريضًا ومنزعجًا بشكل ملحوظ بسبب الأحداث الأخيرة، والعديد من العارضات بما في ذلك هيلين فروست. على الرغم من أن المقابلة على ما يبدو غير مفيدة، إلا أن وولف انبهرت عندما أشارت هيلين إلى أنها تعرف محتويات علبة الشوكولاتة التي تحتوي على الحلوى التي قتلت لاوك على الرغم من ادعائها أنها لم ترها من قبل. يحاول لويلين فروست، الذي لديه مشاعر رومانسية تجاه ابنة عمه ويعتقد أن وولف ينوي تجريمها، إنهاء عقده مع وولف. غاضبًا من تصرفات فروست، يرفض وولف إسقاط الأمر دون أن يحصل على أجره الكامل، على الرغم من ضغوط كل من كاليدا والدة هيلين ودادلي والد فروست المتهور.
بعد أن أثار اهتمام وولف بالتحقيق في مسرح الجريمة شخصيًا، يحاول المفتش كريمر اكتشاف ما تعلمه وولف. على الرغم من أن وولف يقدم له القليل، إلا أنه يقترح أن يقوم كريمر وأرتشي بجمع الأشخاص المهتمين بالقضية ويقدمون لهم واحدًا تلو الآخر قطعة شوكولاتة من صندوق مشابه لذلك الذي يحتوي على المادة المسمومة التي قتلت مولي لاك. يلاحظ آرتشي من يختار ماذا، ويشير إلى أن استجابة بويدن ماكنير تختلف عن الآخرين من حيث أنه ذهب في البداية لاختيار لوز الأردن، كما فعلت الضحية، لكنه بعد ذلك يتفاعل بشكل متقلب ويختار شيئًا آخر. علم وولف وأرتشي أيضًا أن بويدن ماكنير يُظهر ولعًا خاصًا بهيلين، بسبب تشابهها على ما يبدو مع ابنته المتوفاة منذ فترة طويلة.
يلتقي بويدن ماكنير مع وولف ويعترف بأنه يعتقد أن هناك من يحاول قتله نظرًا لأن صندوق الشوكولاتة كان مخصصًا له. على الرغم من رفضه التعرف على المشتبه به، يكشف ماكنير أنه جعل وولف الوصي على ممتلكاته وأوصى له بصندوق جلدي أحمر يحتوي على أوراق تتعلق بحادثة مخزية في ماضيه. ولكن قبل أن يتمكن من الكشف عن المزيد، قُتل أمام وولف وأرتشي بواسطة أسبرين مسموم. على الرغم من أن هذا يبطل عقد وولف الأصلي، إلا أن هيلين تستأجر وولف لتحديد مكان قاتل ماكنير.
يقرر وولف أن الصندوق الأحمر سيكشف على الأرجح عن الجاني، ويأمر بالعثور عليه. بصفته منفذًا لملكية ماكنير، يرسل وولف شاول بانزر، وأوري كاثر، وفريد دوركين، وجوني كيمز إلى منزل ماكنير في الريف للبحث في أسباب الصندوق، مع أوامر بإبعاد الشرطة في حالة محاولتهم التدخل. تعلم وولف أن هيلين هي وريثة ثروة عائلة فروست، والتي يتم الاحتفاظ بها في صندوق يديره دودلي فروست حتى عيد ميلادها الحادي والعشرين، ولكن إذا حدث لها أي شيء فسوف يذهب بدلاً من ذلك إلى لويلين فروست.
في وقت لاحق من تلك الليلة، قبض العملاء في المنزل على بيرين جيبرت، صديق عائلة فروست الذي كان يخطط للزواج من هيلين، أثناء محاولته اقتحام المنزل. تم إرسال آرتشي لأخذ جيبرت وإحضاره إلى وولف للاستجواب، ولكن قبل أن يتمكن من ذلك، تمكنت السلطات من القبض عليه. يصل للبحث عن الصندوق الأحمر. تمكن آرتشي من منعهم من القيام بذلك، لكنه اضطر إلى تسليم جيبرت إلى عهدتهم. بينما الشرطة غير قادرة على الحصول على أي معلومات مفيدة من جيبرت، يكشف كريمر لآرتشي أن جيبرت كان يتلقى دفعات شهرية قدرها 1000 دولار من صندوق هيلين فروست الاستئماني. في الليلة التالية، بعد إطلاق سراحه من الحجز، قُتل جيبرت بمصيدة نيتروبنزين مثبتة في سيارته.
تصل حزمة إلى وولف تطالبه باستدعاء اللاعبين الرئيسيين إلى مكتبه. بمجرد وصول الجميع، يكشف وولف أنه اكتشف أن هيلين فروست هي في الواقع جلينا ماكنير، ابنة بويدن ماكنير. كانت هيلين فروست الحقيقية هي الطفلة التي ماتت قبل سنوات، لكن كاليدا فروست اشترت غلينا من بويدن ماكنير الفقير آنذاك وقامت بتربيتها على أنها هيلين من أجل السيطرة على الميراث في النهاية. ندم ماكنير بمرارة على ما فعله منذ ذلك الحين، وشرع في تكوين ثروته، وشكل ارتباطًا مع هيلين/جلينا وخطط لكشف الحقيقة لها، لكن كاليدا فروست قتلته لمنع ذلك. قُتل بيرين جيبرت أيضًا لأنه كان على علم بالترتيب وكان يبتز كاليدا، ويخطط أيضًا للزواج من غلينا.
ينتج وولف الصندوق الأحمر الذي يدعي أنه يحمل دليلاً على اتهاماته. في الواقع، إنها نموذج بالحجم الطبيعي يحتوي على زجاجة من السيانيد، والتي تستخدمها كاليدا فروست للانتحار. وعثر على الصندوق الأحمر الفعلي في النهاية في منزل طفولة بويدن ماكنير في اسكتلندا مع الكثير من الأدلة التي تدعم نظريات وولف، ولكن كما لاحظ آرتشي، "بحلول ذلك الوقت كانت كاليدا فروست مدفونة بالفعل".

## الكلمة غير المألوفة
قال مايكل جافي، المنتج التنفيذي لمسلسل A&E التلفزيوني لغز نيرو وولف: «نيرو وولف يتحدث بطريقة لم يتحدث بها أي إنسان على وجه الأرض من قبل، مع استثناء محتمل لريكس ستاوت بعد أن تناول مشروب الجين والمنشط». تعد مفردات نيرو وولف المثقفة إحدى السمات المميزة للشخصية. توجد أمثلة للكلمات غير المألوفة - أو الاستخدامات غير المألوفة للكلمات التي قد يعتبرها البعض مألوفة - في جميع أنحاء المجموعة، غالبًا في الأخذ والعطاء بين وولف وأرتشي.
- ابن عم أورثو، الفصل 1. وولف إلى آرتشي:

كان السبب الأكثر شفافية هو إلمام السيد فروست بمصطلح غريب للغاية مثل «ابن العم أورثو»، وهي كلمة تشير تحديدًا إلى عالم أنثروبولوجيا، على الرغم من أنها تترك مجالًا لتكهنات مختلفة. ... أبناء عمومة أورثو هم أولئك الذين يكون آباؤهم من نفس الجنس - أبناء شقيقين أو أختين؛ في حين أن أبناء العمومة عبر هم أولئك الذين يكون والديهم أخ وأخت. في بعض القبائل، يجوز أن يتزوج أبناء العمومة، ولكن ليس أبناء العمومة الأورثويين. من الواضح أن السيد فروست قد حقق في السؤال بدقة.
- Spiff، الفصل 3. ارشي:

توقف [ليولين فروست]، مبتسمًا من وولف لي ثم عاد مرة أخرى مثل كاتب الخردوات الذي يحاول بيع رقم قديم مع لمسة كبيرة عليه.
- يسلبت، الفصل 8. آرتشي:

جلس بويدن ماكنير، واضعًا مرفقه الأيمن على ركبته ورأسه المنحني على اليد التي غطت عينيه، بالقرب من مكتب وولف على كرسي ، وقرأ ذلك بجانبي في اليوم الذي جلس فيه المدعي العام أندرسون من وستشستر بينما وولف خدعه.

## الاقتباسات

### التلفزيون

#### نيرو وولف (Radiotelevisione italiana S.p.A.)

##### فيلينو في سارتوريا (1969)
تم تعديل الصندوق الأحمر للبرنامج الأول في سلسلة أفلام نيرو وولف التي أنتجتها شبكة التلفزيون الإيطالية راي. تم بث فيلم «Veleno in sartoria» في 21 فبراير 1969، من إخراج جوليانا بيرلينغير من Teleplay بواسطة بيليساريو إل. راندوني.
سلسلة أفلام بالأبيض والأسود من بطولة تينو بوزيلي (نيرو وولف)، باولو فيراري (آرتشي جودوين)، بوبو دي لوكا (فريتز برينر)، رينزو بالمر (المفتش كريمر)، روبرتو بيستون (سول بانزر). الأعضاء الآخرون في فريق عمل «Veleno in sartoria» يشملون كارلا غرافينا (هيلين فروست)، ماريسا بارتولي (ثيلما ميتشل)، سيسيليا توديشيني (مولي لاوك)، أندريا لالا (لو فروست)، أرولدو تيري (بويدن ماكنير)، باربرا لاندي ( سينيورا لامونت)، رافاييل جيانجراند (دودلي فروست)، مارينا بيرتي (كالي فروست)، وماسيمو سيراتو (كلود جيبرت).

##### لا سكاتولا روسا (2012)
قام بييرو بودراتو بتكييف الصندوق الأحمر للحلقة السابعة من مسلسل RAI TV Nero Wolfe (إيطاليا 2012)، بطولة فرانشيسكو بانوفينو في دور نيرو وولف و بيترو سيرمونتي في دور ارتشي غودوين. تدور أحداث المسلسل في روما عام 1959، حيث يقيم وولف وأرتشي بعد مغادرة الولايات المتحدة، وتم إنتاج المسلسل بواسطة كازانوفا ملتيميديا وراي فيكشن وأخرجه ريكاردو دونا. تم بث فيلم «La scatola rossa» في 17 مايو 2012.

### المسرح

#### الصندوق الأحمر (2014)
قام مسرح بارك سكوير في سانت بول، مينيسوتا، بتكليف العرض المسرحي العالمي الأول لمسرحية The Red Box، والتي تم تقديمها في الفترة من 6 يونيو إلى 13 يوليو 2014 (تبدأ المعاينات في 30 مايو). كتبه جوزيف جودريتش وأخرجه بيتر مور، وهو إنتاج من فصلين قام ببطولته إي جيه. سوبكوفياك (نيرو وولف)، سام بيرسون (آرتشي جودوين)، مايكل بول ليفين (المفتش كريمر)، جيم باوندز (فريتز برينر، رينيه جيبرت)، نيكولاس ليمان (لو فروست)، ريبيكا ويلسون (هيلين فروست)، سوزان إيجلي (كاليدا فروست). وجيمس كادا (دودلي فروست) وبوب مالوس (بويدن ماكنير).
كتبت مطبعة سانت بول بايونير: «بالنسبة للجمهور الذي قد لا يكون على دراية بولف ومساعده الموثوق آرتشي جودوين، فهي مقدمة رائعة للشخصيات والبيئة».
تمت الموافقة على الإنتاج المسرحي من قبل ملكية ريكس ستاوت. وحضرت ريبيكا ستاوت برادبري ابنة ستاوت حفل الافتتاح. كتبت صحيفة توين سيتيز ديلي بلانيت: «من المفاجئ أنه لم يتم تعديل أي من روايات وولف للمسرح من قبل». «إذا كان للصندوق الأحمر أي إشارة، فسيكون هناك الكثير.»

## تاريخ النشر
- 1936، المجلة الأمريكية، متسلسلة في خمسة أعداد (ديسمبر 1936 – أبريل 1937)[9]
- 1937، نيويورك: فارار ورينهارت، 15 أبريل 1937، غلاف فني في كتيبه ذو الإصدار المحدود، تجميع الخيال الغامض رقم 9، الجزء الأول من كتاب ريكس ستاوت نيرو وولف، يصف أوتو بينزلر الطبعة الأولى من الصندوق الأحمر: «قماش رمادي، غلاف أمامي وعمود الفقري مطبوع باللون الأحمر؛ الغلاف الخلفي فارغ. صدر في طبعة غلاف غبار مصور باللون الأسود والرمادي والأحمر والأبيض بشكل أساسي ... الطبعة الأولى تحمل شعار الناشر على صفحة حقوق الطبع والنشر.»[10]
- في أبريل 2006، قدرت مجلة Firsts: The Book Collector's Magazine أن الطبعة الأولى من The Red Box كانت قيمتها تتراوح بين 15000 دولار و30000 دولار.[11]
- 1937، تورونتو: مطبعة جامعة أكسفورد، 1937، غلاف فني
- 1937، لندن: كاسيل، 1937، غلاف فني
- 1937، نيويورك: جروسيت ودونلاب، 1937، غلاف فني
- 1943، نيويورك: لغز جريمة قتل أفون الشهرية، العدد 9،1943، غلاف ورقي
- 1944، كليفلاند، أوهايو: شركة النشر العالمية، The Nero Wolfe Omnibus (مع عصبة الرجال الخائفين)، يناير 1944، غلاف مقوى
- 1946، نيويورك: أفون 82، تم نشره بترتيب خاص مع شركة فارار ورينهارت. غلاف ورقي نادر؛ موضوع سخرية في عدد 28 سبتمبر 1946 من مجلة نيويوركر
- 1957، لندن: البطريق رقم 1175، 1957، غلاف ورقي
- 1958، نيويورك: Avon #T-216، 1958، كحالة الصندوق الأحمر، غلاف ورقي
- 1964، نيويورك: الهرم (الباب الأخضر) #R-983، مارس 1964، غلاف ورقي
- 1976، لندن: سيفيرن هاوس، 1976، غلاف فني
- 1979، نيويورك: Jove #M-5117، يوليو 1979، غلاف ورقي
- 1992، نيويورك: Bantam Crimeline  ISBN 0-553-24919-3 1 يناير 1992، غلاف ورقي
- 1992، لندن: Scribners ISBN 0-356-20109-0، غلاف مقوى
- 1994، بيرلينجتون، أونتاريو: Durkin Hayes Publishing، DH Audio رقم ISBN 0-88646-377-7، شريط صوتي (مختصر، قرأه شاول روبينك)
- 1995، أوبورن، كاليفورنيا: The Audio Partners Publishing Corp.، Mystery Masters رقم ISBN 1-57270-053-X يونيو 1995، شريط صوتي (كامل، قرأه مايكل بريتشارد)
- 2009، نيويورك: مجموعة بانتام ديل للنشر (مع الشريط المطاطي) رقم ISBN 978-0-553-38603-5 24 فبراير 2009، غلاف ورقي
- 2011، نيويورك: Bantam Crimeline  ISBN 978-0-307-76817-9 17 أغسطس 2011، كتاب إلكتروني